# NHK General TV
NHK General TV ( (яп. NHK総合テレビジョン NHK Sōgō Terebijon), букв. «Всеобщее телевидение Эн-Эйч-Кэй») — основная телевизионная служба NHK, японской общественной телекомпании. Её программы включают новости, дорамы, викторины и развлекательные шоу, музыку, спорт, аниме и специальные программы, которые напрямую конкурируют с продукцией коммерческих телестанций. Канал хорошо известен своими ночными выпусками новостей, регулярными специальными документальными и популярными историческими фильмами. Среди программ, которые транслирует NHK General TV, — ежегодное предновогоднее музыкальное конкурсное шоу «Кохаку ута гассэн», ежегодная «Тайга дорама» и утренними сериалами «Асадора».
Название часто сокращается на японском языке до Sōgō Terebi (総合テレビ), также используются GTV и NHK G. Слово Sōgō (всеобщий) служит для отличия от других телевизионных каналов NHK, таких как образовательный NHK Educational TV, NHK BS 1, NHK BS 2 (закрыт в 2011 году) и NHK BS HI (переименован в BS Premium).
Запущенный 1 февраля 1953 года, NHK был единственным телевизионным каналом Японии до запуска Nippon TV 28 августа того же 1953 года.
Программы NHK производятся в соответствии с Кодексом вещания Японской радиовещательной корпорации.

## История
NHK вела экспериментальное телевещание в 1939—1940 годах (эксперименты были прерваны в связи с вступлением в войну), позывной станции в Токио J2PQ, частота видео 4,5 МГц, мощность 500 Вт.
В 1950 году в Токио было запущено экспериментальное УКВ-телевещание на канале 3 (аналогичные эксперименты проводились также в Нагое и Осаке), три дня в неделю по одному часу в день.
Первая регулярная трансляция была осуществлена 1 февраля 1953 года из Токио под позывным JOAK-TV. Первыми станциями за пределами Токио, которые подключились, были JOBK-TV в Осаке (1 марта 1954 года, 8:00) и JOCK-TV в Нагое (в тот же день, 11:00).

## JIB TV
Japan International Broadcasting Company (JIB TV) — японская телекомпания, которая с 2009 года выпускает англоязычные программы о Японии и Азии для международной аудитории. Программы транслируются по всему миру через англоязычный канал NHK World, а также через сайт JIB TV. Телевизионная и продюсерская компания NHK World Jib была основана в 2009 году с целью распространения информации, знаний о японской и азиатской культуре и в качестве противовеса таким каналам, как CNN International и BBC World.
60 % JIB TV принадлежит государственной компании NHK, оставшимися акциями владеют предприятия с такими заинтересованными сторонами, как Microsoft и японский банк Mizuho. Деятельность компании финансируется по большей части за счёт японских плательщиков телевизионных лицензий, а также внешних спонсоров и рекламодателей. Вещания достигает стран Скандинавии через спутники Astra и Eutelsat. Цель состоит в том, чтобы в будущем также распространяться через ведущих операторов кабельного телевидения и IPTV.
Чтобы высвободить капитал, NHK сократила финансирование радиовещания. Одним из последствий этого решения стало закрытие шведского, немецкого и итальянского отделений Radio Japan осенью 2007 года.